# The Sound Pattern of English

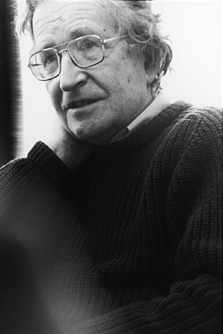
Fotografia de Noam Chomsky.

The Sound Pattern of English (freqüentment conegut com SPE) és un treball de 1968 sobre fonologia (una branca de la lingüística) de Noam Chomsky i Morris Halle. Presenta una visió de la fonologia de l'anglès, i ha estat molt influent tant en el camp de la fonologia com en l'anàlisi de la llengua anglesa. Chomsky i Halle presenten una visió de la fonologia com un subsistema lingüístic, separat d'altres components de la gramàtica, que transforma una seqüència fonètica subjacent segons regles i produeix com a sortida la forma fonètica pronunciada per un parlant. La teoria encaixa amb la resta de les primeres teories del llenguatge de Chomsky en el sentit que és transformacional; com a tal, serveix com a fita en les teories de Chomsky afegint una teoria de la fonologia clarament articulada al seu treball anterior que es va centrar en la sintaxi.

## Visió general
The Sound Pattern of English ha tingut certa influència en el treball posterior. Els derivats de la teoria han fet modificacions canviant l'inventari de característiques segmentàries, considerant-ne algunes absents en lloc de tenir un valor positiu o negatiu, o afegint complexitat a l'estructura segmentària lineal assumida per Chomsky i Halle. El seu tractament de la fonologia com a regles que operen sobre les característiques, així com el seu esquema particular de característiques, sobreviuen en diverses formes alterades en moltes teories de la fonologia actuals. Algunes teories successores principals inclouen la fonologia autosegmental, la fonologia lèxica i la teoria de l'optimitat.
Chomsky i Halle representen els sons de la parla com a paquets de trets valorats més o menys (per exemple, vocàlics, aguts, posteriors, anteriors, nasals, etc.) El component fonològic de cada entrada lèxica es considera una seqüència lineal d'aquests paquets de característiques. Una sèrie de regles sensibles al context transformen la forma subjacent d'una seqüència de paraules en la forma fonètica final pronunciada pel parlant. Aquestes regles tenen accés a l'estructura d'arbre que es diu que genera la sintaxi. Aquest accés permet regles que s'apliquen, per exemple, només al final d'una paraula o només al final d'una frase nominal.
La influència de SPE ha donat lloc a regles de la forma donada a SPE, A→B / [precontext _ postcontext], sovint anomenades "regles d'estil SPE" o "regles de tipus SPE".

## Edicions
- 1968: Chomsky, Noam i Halle, Morris. El patró sonor de l'anglès. Nova York: Harper &amp; Row .